# Narýshkino
Narýshkino (ruso: Нары́шкино) es un asentamiento de tipo urbano de Rusia, capital del raión de Uritski en la óblast de Oriol.
En 2023, la localidad tenía una población de 9336 habitantes. En su territorio no hay pedanías.
Se ubica unos 25 km al oeste de la capital regional Oriol, junto a la carretera R120 que lleva a Briansk.

## Historia
Fue fundado en 1868 como poblado ferroviario, al abrirse aquí una estación en la línea de ferrocarril de Oriol a Riga. El nuevo poblado recibió su topónimo en referencia a Aleksandr Naryshkin, uno de los principales terratenientes de la gobernación de Oriol, que era el propietario de la finca colindante con el poblado, perteneciente a las tierras del pueblo de Gueórguiyevskoye. Adoptó el estatus de capital distrital en 1928, cuando se definieron los raiones de la óblast de Chernozem Central; sin embargo, la Unión Soviética no quiso dar a su distrito el nombre de un terrateniente y prefirió llamarlo desde sus orígenes "raión de Uritski", en referencia al líder revolucionario Moiséi Uritski. Narýshkino adoptó el estatus de asentamiento de tipo urbano en 1938.
Por su ubicación ferroviaria estratégica, el asentamiento resultó casi completamente destruido en la Gran Guerra Patria, al desaparecer completamente tres cuartas partes de sus viviendas; el casco urbano actual es el resultado de una reconstrucción que tuvo lugar a partir de 1943, cuando fue liberado de los invasores alemanes.